# Torneo Femenino Clausura 2009 (Argentina)
El Torneo Femenino Clausura 2009 fue la vigésima sexta edición del Campeonato Femenino de Fútbol organizado por la Asociación del Fútbol Argentino. Participaron ocho equipos y se disputaron siete fechas de partidos. El equipo campeón fue River Plate, consiguiendo el noveno título de su historia.
River Plate al ser el ganador del torneo obtuvo el derecho de enfrentarse a San Lorenzo de Almagro, campeón de la temporada anterior, en un partido de clasificación para la Copa Libertadores Femenina,. El ganador del encuentro y clasificado fue San Lorenzo.

## Equipos participantes
| Equipo          | Ciudad        |
| --------------- | ------------- |
| Boca Juniors    | Buenos Aires  |
| Estudiantes     | La Plata      |
| General Urquiza | Villa Lynch   |
| Huracán         | Buenos Aires  |
| Independiente   | Avellaneda    |
| Platense        | Vicente López |
| River Plate     | Buenos Aires  |
| San Lorenzo     | Buenos Aires  |

## Sistema de disputa
El torneo se desarrolló según el sistema de todos contra todos, a una sola vuelta y disputándose en total siete fechas.

## Tabla de posiciones
| Pos. | Equipo          | Pts. | PJ | PG | PE | PP | GF | GC | Dif. |
| ---- | --------------- | ---- | -- | -- | -- | -- | -- | -- | ---- |
| 01.º | River Plate     | 16   | 7  | 5  | 1  | 1  | 21 | 6  | 15   |
| 02.º | Boca Juniors    | 15   | 7  | 5  | 0  | 2  | 28 | 5  | 23   |
| 03.º | San Lorenzo     | 15   | 7  | 5  | 0  | 2  | 23 | 4  | 19   |
| 04.º | Estudiantes     | 13   | 7  | 4  | 1  | 2  | 11 | 7  | 4    |
| 05.º | Independiente   | 12   | 7  | 4  | 0  | 3  | 14 | 15 | −1   |
| 06.º | Huracán         | 9    | 7  | 3  | 0  | 4  | 11 | 12 | −1   |
| 07.º | General Urquiza | 3    | 7  | 1  | 0  | 6  | 4  | 18 | −14  |
| 08.º | Platense        | 0    | 7  | 0  | 0  | 7  | 1  | 46 | −45  |

|  | Campeón |

Fuentes: Rec.Sport.Soccer Statistics Foundation y CeroaCero.

## Resultados

### Fecha 1
| 10 de mayo de 2009 | San Lorenzo    | 1 - 2   | Estudiantes | Ciudad Deportiva, |  |
|                    | Enriqueta Tato | Reporte | - · -       |                   |  |

| 10 de mayo de 2009 | Independiente                                                                         | 9 - 0   | Platense | Complejo Santo Domingo, |  |
|                    | Analía Hirmbruchner · Liliana Casas · Mayra Martínez · Daiana Cardone · Rocio Sánchez | Reporte |          |                         |  |

| 10 de mayo de 2009 | Boca Juniors | 6 - 0   | Gral. Urquiza |  |  |
|                    |              | Reporte |               |  |  |

| 10 de mayo de 2009 | River Plate                                                | 3 - 1   | Huracán | Ezeiza, |  |
|                    | Emilia Mendieta · María Pía Gómez · Catalina Pérez Castaño | Reporte | -       |         |  |

### Fecha 2
| 16 de mayo de 2009 | Huracán | 2 - 1   | Estudiantes |  |  |
|                    |         | Reporte |             |  |  |

| 16 de mayo de 2009 | Gral. Urquiza | 3 - 4   | River Plate                                                             | Villa Lynch, |  |
|                    | - · - · -     | Reporte | Soledad Jaimes · Antonella Tassero · Mercedes Pereyra · Victoria Bedini |              |  |

| 16 de mayo de 2009 | Platense | 0 - 11  | Boca Juniors |  |  |
|                    |          | Reporte |              |  |  |

| 17 de mayo de 2009 | Independiente | 0 - 4   | San Lorenzo                                   | Villa Domínico, |  |
|                    |               | Reporte | Eliana Medina · María Tierri · Enriqueta Tato |                 |  |

### Fecha 3
| 24 de mayo de 2009 | San Lorenzo | 4 - 0   | Huracán |  |  |
|                    |             | Reporte |         |  |  |

| 24 de mayo de 2009 | Estudiantes | 1 - 0   | Gral. Urquiza |  |  |
|                    |             | Reporte |               |  |  |

| 24 de mayo de 2009 | River Plate                                                  | 7 - 0   | Platense | Ezeiza, |  |
|                    | Mariana Larroquette · Mercedes Pereyra · Victoria Bedini · - | Reporte |          |         |  |

| 24 de mayo de 2009 | Boca Juniors | 6 - 0   | Independiente |  |  |
|                    |              | Reporte |               |  |  |

### Fecha 4
| 31 de mayo de 2009 | Boca Juniors | 0 - 1   | San Lorenzo            |  |  |
|                    |              | Reporte | Carina Núñez olímpico' |  |  |

| 31 de mayo de 2009 | Independiente | 0 - 4   | River Plate                                          |  |  |
|                    |               | Reporte | Mercedes Pereyra · Emilia Mendieta · María Pía Gómez |  |  |

| 20 de junio de 2009 | Platense | 1 - 4   | Estudiantes |  |  |
|                     |          | Reporte |             |  |  |

| 20 de junio de 2009 | Gral. Urquiza | 0 - 2   | Huracán |  |  |
|                     |               | Reporte |         |  |  |

### Fecha 5
| 6 de junio de 2009 | San Lorenzo | 4 - 0   | Gral. Urquiza |  |  |
|                    |             | Reporte |               |  |  |

| 7 de junio de 2009 | Estudiantes | 1 - 2   | Independiente |  |  |
|                    |             | Reporte |               |  |  |

| 7 de junio de 2009 | Huracán | 5 - 0   | Platense |  |  |
|                    |         | Reporte |          |  |  |

| 7 de junio de 2009 | River Plate     | 1 - 2   | Boca Juniors | Auxiliar, |  |
|                    | Agostina Chiesa | Reporte | - · -        |           |  |

### Fecha 6
| 13 de junio de 2009 | Platense | 0 - 1   | Gral. Urquiza |  |  |
|                     |          | Reporte |               |  |  |

| 14 de junio de 2009 | River Plate                       | 2 - 0   | San Lorenzo | Ezeiza,                      |                              |
|                     | Soledad Jaimes · Mercedes Pereyra | Reporte |             | Árbitro(s): Cristian Benítez | Árbitro(s): Cristian Benítez |

| 14 de junio de 2009 | Boca Juniors | 1 - 2   | Estudiantes | Casa Amarilla, |  |
|                     |              | Reporte |             |                |  |

| 14 de junio de 2009 | Independiente | 2 - 0   | Huracán |  |  |
|                     |               | Reporte |         |  |  |

### Fecha 7
La pandemia de gripe A de 2009 obligó a que esta fecha tuviera que ser postergada hasta agosto.
| 23 de agosto de 2009 | Estudiantes | 0 - 0   | River Plate | Auxiliar, La Plata,           |                               |
|                      |             | Reporte |             | Árbitro(s): Julio César Verón | Árbitro(s): Julio César Verón |

| 23 de agosto de 2009 | San Lorenzo | 9 - 0   | Platense |  |  |
|                      |             | Reporte |          |  |  |

| 23 de agosto de 2009 | Huracán | 1 - 2   | Boca Juniors |  |  |
|                      |         | Reporte |              |  |  |

| 23 de agosto de 2009 | Gral. Urquiza | 0 - 1   | Independiente |  |  |
|                      |               | Reporte |               |  |  |

## Campeón
| XXX                    |
| River Plate 9.º título |

## Clasificación a la Copa Libertadores 2009
| 27 de agosto de 2009 | San Lorenzo                                     | 5 - 0   | River Plate | All Boys, |  |
|                      | María Tierri · Enriqueta Tato · Graciela Correa | Reporte |             |           |  |

Clasificado: San Lorenzo